# Ніколас Ґоросіто
Ніколас Ґоросіто (ісп. Nicolás Gorosito, нар. 17 серпня 1988, Рафаела) — аргентинський футболіст, захисник словацького клубу «Спартак» (Трнава).
Виступав, зокрема, за клуби «Слован» та «Альбасете».
Дворазовий чемпіон Словаччини. Володар Кубка Словаччини. Дворазовий володар Суперкубка Словаччини.

## Ігрова кар'єра
У дорослому футболі дебютував 2007 року виступами за команду «Бен Ур», у якій провів три сезони, взявши участь у 37 матчах чемпіонату. 
Згодом з 2010 по 2012 рік грав у складі команд «Танділь», «Спортіво Бельграно» та «Сениця».
Своєю грою за останню команду привернув увагу представників тренерського штабу клубу «Слован», до складу якого приєднався 2012 року. Відіграв за команду з Братислави наступні чотири сезони своєї ігрової кар'єри. Більшість часу, проведеного у складі братиславського «Слована», був основним гравцем захисту команди.
Протягом 2016—2018 років захищав кольори клубу «Хетафе».
У 2018 році уклав контракт з клубом «Альбасете», у складі якого провів наступні три роки своєї кар'єри гравця. 
Протягом 2021—2023 років захищав кольори клубів «Алькоркон» та «Дукла».
До складу клубу «Спартак» (Трнава) приєднався 2023 року. 

## Титули і досягнення
- Чемпіон Словаччини (2):

«Слован»: 2012-2013, 2013-2014
- Володар Кубка Словаччини (1):

«Слован»: 2012-2013
- Володар Суперкубка Словаччини (2):

«Слован»: 2013, 2014